# Gudula Lorez
Gudula Lorez (* 30. Dezember 1944 in Nagold; † 23. März 1987 in Herdecke) war eine deutsche Verlegerin. Sie gilt als erste deutsche feministische Verlegerin, die erotische Bücher von Frauen für Frauen herausgab.

## Leben
Lorez arbeitete zunächst als Sekretärin, Übersetzerin und Journalistin unter anderem für Brigitte und die feministische Berliner Frauenzeitung Courage. Sie war der Frauenbewegung eng verbunden. So nahm sie 1974 am Protest beim „Hexenprozess in Itzehoe“ teil gegen die Kampagne der Boulevardpresse gegen Lesben im Zusammenhang mit dem dortigen Mordprozess gegen zwei Frauen. Lesbischsein bedeutete aus ihrer Sicht „sehr viel mehr als nur eine Form, Sexualität zu praktizieren. Lesbisch bedeutet für mich eine politische Alternative, eine neue Lebensform für Frauen, die ihre Rolle verweigern. Und die in unserer Männergesellschaft unter größten Schwierigkeiten versuchen, ihr eigenes Frausein zu verwirklichen. Ohne männliche Vorherrschaft.“
1975 gab sie zusammen mit Ursula Scheu, Renate Bookhagen und Alice Schwarzer  den zweiten Frauenkalender heraus, der eine Art feministische Chronik aktueller und historischer Ereignisse war und zudem aktuelle Adressen von autonomen Gruppen der Frauenbewegung enthielt.
Später gründete sie ihren Eine-Frau-Verlag unter dem Namen Verlag Gudula Lorez. Bei ihm erschien 1979 das erste Buch Wo die Nacht den Tag umarmt – Erotische Phantasien und Geschichten von Frauen, das bereits nach einem Jahr in die vierte Auflage ging. Einer Spiegel-Rezension zufolge hatte sie alle Frauen – die „asexuellen, autosexuellen, homosexuellen, heterosexuellen“ – ein Jahr zuvor in kleinen Zeitungsannoncen gebeten, „Träume, Phantasien, Lüste, Begehren, Verbotenes, Verborgenes, Verwünschtes, Verrücktes, Verruchtes“ zu schreiben und ihr zuzuschicken, woraus nach ihrer Auswahl von Texten dann das Buch entstand.
Zur Motivation ihren Verlag zu gründen sagte sie: „Ich will die Lust, die unsere Frauenbewegung unheimlich hart erkämpfen muss, mit meinen Gute-Nacht-Geschichten stützen.“
Lorez gilt als Erste, die mit Guy St. Louis (Gedichte einer schönen Frau) eine afrodeutsche Autorin veröffentlichte. Mit dem Buch Die geteilte Frau gab sie früh auch Sexarbeiterinnen eine Stimme und bezog mit dieser Thematisierung Huren in die Frauenbewegung mit ein. Das Buch ist die Autobiografie von Barbara, Mutter zweier Kinder, Prostituierte und Sprecherin von etwa 150 Kolleginnen, die am 2. Juni 1975 im französischen Lyon in einer Protestaktion gegen die staatlich mitverantworteten ausbeuterischen und gefährlichen Lebens- und Arbeitsbedingungen eine Kirche besetzten.
Hauptsächlich als Verlegerin erotischer Literatur bekannt, veröffentlichte Lorez auch Bücher zu weiterreichenden Themen wie Frauenfreundschaften und Beziehungsstrukturen, so etwa zu Eifersucht in Das andere Gefühl oder zu Treue in Herzzeitlos. Im Jahr 1984 machte sie einen Aufruf für Texte zu Machtgelüsten. 1986 veröffentlichte sie das Buch Es begann im Jahr der Katze. Die Geschichte einer verbotenen Liebe der französisch-vietnamesischen Schriftstellerin Elula Perrin, die jahrzehntelang Inhaberin des von Lesben besuchten Nachtclubs Katmandou in Paris war.  Der Roman spielt im kolonial besetzten Hanoi, womit sich Lorez des Themas einer lesbischen Liebe außerhalb der westlichen Welt annahm. Es war das letzte von ihr herausgebrachte Buch, an dessen Veröffentlichung sie noch arbeitete, als sie schon schwer erkrankt war.
Im Jahr 1987 erlag Gudula Lorez im Alter von 42 Jahren in Herdecke einem Krebsleiden. Die Beisetzung erfolgte auf dem Alten St.-Matthäus-Kirchhof in Berlin-Schöneberg (Grablage: 1/5-0-001).
Anlässlich ihres 22. Todestages fand am 22. März 2009 an ihrer Grabstätte eine Gedenkfeier statt. Zuvor war das Grab wiederhergestellt und der vormals abgeräumte Grabstein an der zwischenzeitlich nur mit Rasen bepflanzten Grabstelle erneut errichtet worden. Ein Freundeskreis hatte sich um die Erhaltung des Grabes bemüht. Initiatorinnen waren Traude Bührmann, Laura Méritt und Dagmar Schultz.

## Veröffentlichungen
Anthologien, von Gudula Lorez zusammengestellt:
- Sand Geflüster. Erotische Reisegeschichten. Frauen gehen fremd. 1975, 1985 (Heyne Verlag 1989)
- Wo die Nacht den Tag umarmt. Erotische Phantasien und Geschichten von Frauen. 1979 (Rowohlt 1992)
- Hautfunkeln. Erotische Phantasien und Geschichten von Frauen. (Wo die Nacht den Tag umarmt. Band 2) 1982
- Das andere Gefühl. Geschichten über Eifersucht. 1983
- Ich hab sie auf den Mund geküsst. 1984. Geschichten über Frauenfreundschaften.
- Herzzeitlos. Geschichten über Treue. 1986

Weitere von Lorez verlegte Bücher:
- Christine de Coninck, Barbara: Die geteilte Frau. (Autobiografie von Barbara) Mit einem Nachwort von Pieke Biermann.  1980 (Pabel-Moewig Verlag 1987)
- Guy St. Louis: Gedichte einer schönen Frau. 1983 (Verlag Arthur Moewig 1987)
- Lutze: Gemeine Geheimnisse. 1983
- Barbara Sheen: Biester. 1984. Stories von bösen Frauen und weiblichem Eros.
- Doris Byer: Das Rätsel Weib – Eine Karriere. 1985
- Elula Perrin: Es begann im Jahr der Katze. Die Geschichte einer verbotenen Liebe. 1986
- Renate Guthmann: Das volle Leben. Erzählungen aus der zweiten Welt. 1987. Pabel-Moewig Verlag 1987
- Shere Hite: Weibliche Sexualität: von Frauen für Frauen. Aus dem amerikanischen Englisch übersetzt von Maria Griesser und Gudula Lorez. Goldmann 1987

als Autorin/Editorin (Zeitschriftenartikel):
- Wir Frauen haben Grund zum Feiern. Interview mit Shere Hite. In: Courage, Jahrgang 2 (1977), Heft 9, S. 42–43
- Wie alt ist älter? Ältere Frauen berichten über ihre Sexualität. (ausgewählt und zusammengestellt von Gudula Lorez)  In: Courage, Jahrgang 2 (1977), Heft 10, S. 7-9
- Zweite Rückkehr aus China. In: Courage, Jahrgang 2 (1977), Heft 10, S. 34-37
- Lesbische Liebe. Hite-Report. (ausgewählt und zusammengestellt von Gudula Lorez) In: Courage, Jahrgang 2 (1977), Heft 11, S. 28/29
- Der feministische Salon. In: Courage, Jahrgang 3 (1978), Heft 7, S. 27
- (mit Pieke Biermann) Sie hätten's wohl gerne so. Proteste gegen ZDF-Film. In: Courage, Jahrgang  5 (1980), Heft 1, S. 42-43